# Matt Duchene
Matthew „Matt” Duchene (ur. 16 stycznia 1991 w Peterborough) – kanadyjski hokeista, reprezentant Kanady, olimpijczyk.

## Życie prywatne
Duchene urodził się w Peterborough, ale dorastał w Haliburton. Jego rodzice mają na imię: Chris (z domu Brown) oraz Vincent Duchene, a jego młodsza siostra ma na imię Jessica.

## Kariera

### Kluby
- Central Ontario Wolv. Mn Mgt AAA (2006-2007)
- Brampton Battalion (2007-2009)
- Colorado Avalanche (2009-2017)
  -  Frölunda HC (2012)
  -  HC Ambrì-Piotta (2012)
- Ottawa Senators (2017-2019)
- Columbus Blue Jackets (2019)
- Nashville Predators (2019-)

### Kariera juniorska

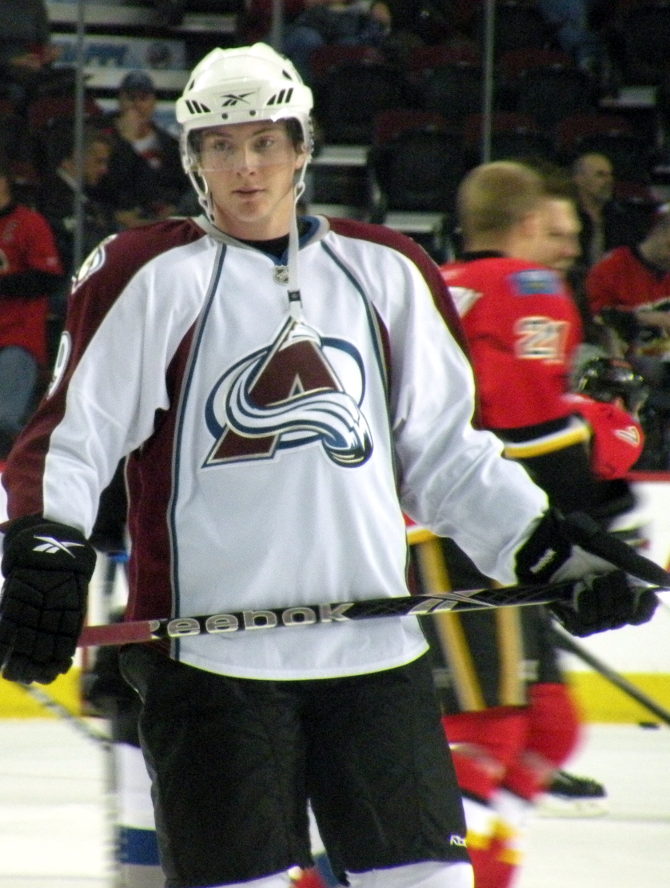
Matt Duchene w barwach Colorado Avalanche (2009)

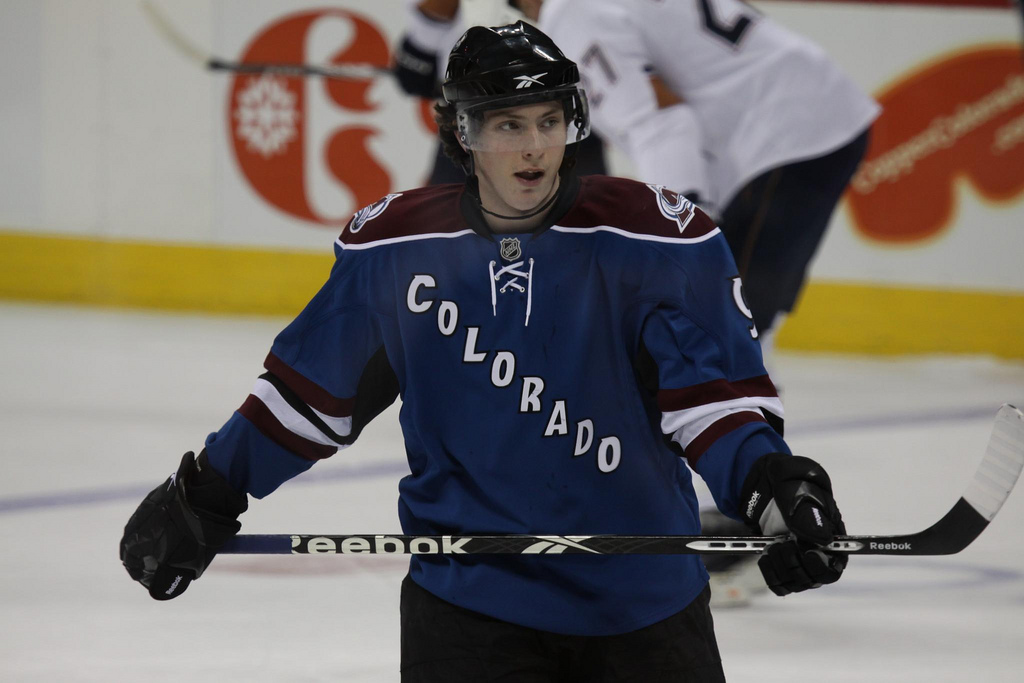
Matt Duchene w barwach Colorado Avalanche (2010)

Duchene rozpoczął swoją karierę hokejową w klubie Brampton Battalion, który gra w OHL. W klubie rozegrał dwa sezony. W jego debiutanckim sezonie strzelił 30 bramek, przy czym zdobył 50 punktów. W playoffach jego drużyna przegrała wtedy z Barrie Colts. W kolejnym sezonie jego drużyna w sezonie zasadniczym zajęła pierwsze miejsce w swojej dywizji, a sam zawodnik zdobył 31 goli i 48 asyst. W playoffach Duchene doprowadził Battalion do finału OHL, gdzie drużyna przegrała z późniejszymi zwycięzcami Memorial Cup - Windsor Spitfires.

### NHL
Po dwóch sezonach w juniorskich rozgrywkach 26 czerwca 2009 roku został wybrany numerem trzy w pierwszej rundzie draftu NHL w 2009 roku przez drużynę Colorado Avalanche. Jako pierwszy wybrany wtedy został przez New York Islanders - John Tavares. W lipcu 2009 roku podpisał w klubem trzyletni kontrakt.
Zawodnika porównano do takich osobowości hokeja na lodzie jak Steve Yzerman, Joe Sakic, czy też do Mike'a Richardsa. Uznano go najbardziej perspektywicznym zawodnikiem w całym drafcie nawet przed Tavaresem i Hedmanem.
W czerwcu 2012 roku przedłużył umowę z klubem o dwa lata. Od października do grudnia 2012 roku na okres lokautu w sezonie NHL (2012/2013) związany kontraktem ze szwedzkim klubem Frölunda HC. Następnie w grudniu 2012 roku na tej samej zasadzie zawodnik szwajcarskiej drużyny HC Ambrì-Piotta.
W lipcu 2013 przedłużył kontrakt z Colorado o pięć lat. Na początku listopada 2017 został zawodnikiem Ottawa Senators. W lutym 2019 został przetransferowany do Columbus Blue Jackets. Od lipca 2019 zawodnik Nashville Predators, związany siedmioletnim kontraktem.

### Kariera reprezentacyjna
Zawodnik wielokrotnie uczestniczył w meczach międzynarodowych w juniorskiej reprezentacji Kanady w hokeju na lodzie. Po raz pierwszy na arenie międzynarodowej pokazał się na World U-17 Hockey Challenge w 2008 roku. Miał wtedy siedemnaście lat. Występował wówczas w reprezentacji Ontario. W tym samym roku zagrał na Memoriale Ivana Hlinki oraz mistrzostwach świata juniorów do lat 18. We wszystkich tych turniejach zdobył złoty medal.
Uczestniczył w turniejach mistrzostw świata 2010, 2011, 2013, 2015, 2016, 2017, zimowych igrzysk olimpijskich 2014, Pucharu Świata 2016.

## Sukcesy i wyróżnienia
Reprezentacyjne
- Złoty medal mistrzostw świata juniorów do lat 17: 2008
- Złoty medal mistrzostw świata juniorów do lat 18: 2008
- Złoty medal zimowych igrzysk olimpijskich: 2014
- Złoty medal mistrzostw świata: 2015, 2016
- Puchar Świata: 2016
- Srebrny medal mistrzostw świata: 2017

Klubowe
- Emms Trophy: 2008, 2009 z Brampton Battalion
- Bobby Orr Trophy: 2009 z Brampton Battalion
- Puchar Spenglera: 2012 z Team Canada

Indywidualne
- Sezon OHL / CHL 2008/2009:
  - Bobby Smith Trophy
  - CHL Top Prospects Game
- Sezon NHL (2009/2010):
  - NHL All-Rookie Team
- Sezon NHL (2010/2011):
  - NHL All-Star Game
- Puchar Spenglera 2012:
  - Skład gwiazd turnieju
- Mistrzostwa Świata w Hokeju na Lodzie 2013/Elita:
  - Jeden trzech najlepszych zawodników reprezentacji[10]
- Mistrzostwa Świata w Hokeju na Lodzie 2015/Elita:
  - Piąte miejsce w klasyfikacji kanadyjskiej turnieju: 12 punktów[11]

## Statystyki

### Klubowe
| 2007-08    | Brampton Battalion | OHL        | 64  | 30 | 20 | 50  | 22 | 5  | 1  | 1  | 2  | 10 |
| 2008-09    | Brampton Battalion | OHL        | 57  | 31 | 48 | 79  | 42 | 21 | 14 | 12 | 26 | 21 |
| 2009-10    | Colorado Avalanche | NHL        | 81  | 24 | 31 | 55  | 16 | 6  | 0  | 3  | 3  | 0  |
| OHL ogółem | OHL ogółem         | OHL ogółem | 121 | 61 | 68 | 129 | 64 | 26 | 15 | 13 | 28 | 31 |
| NHL ogółem | NHL ogółem         | NHL ogółem | 81  | 24 | 31 | 55  | 16 | 6  | 0  | 3  | 3  | 0  |

GP = mecze, G = gole, A = asysty, Pkt = Punktacja kanadyjska, MIN = minuty spędzone na ławce kar

### Międzynarodowe
| Rok              | Drużyna          | Turniej          | Zajęte miejsce |    | GP | G  | A  | Pts | MIN |
| ---------------- | ---------------- | ---------------- | -------------- | -- | -- | -- | -- | --- | --- |
| 2008             | Kanada           | WHC 2008         |                | 6  | 4  | 6  | 10 | 8   |     |
| 2008             | Kanada           | MIH 2008         |                | 4  | 1  | 4  | 5  | 2   |     |
| 2008             | Kanada           | MŚJ 2008         |                | 7  | 5  | 3  | 8  | 6   |     |
| 2010             | Kanada           | MŚ 2010          | 7. miejsce     | 7  | 4  | 3  | 7  | 0   |     |
| Mecze juniorskie | Mecze juniorskie | Mecze juniorskie |                | 17 | 10 | 12 | 22 | 18  |     |
| Mecze seniorskie | Mecze seniorskie | Mecze seniorskie |                | 7  | 4  | 3  | 7  | 0   |     |

GP = mecze, G = gole, A = asysty, Pkt = Punktacja kanadyjska, MIN = minuty spędzone na ławce kar